# Lindenfeld (Buchin)

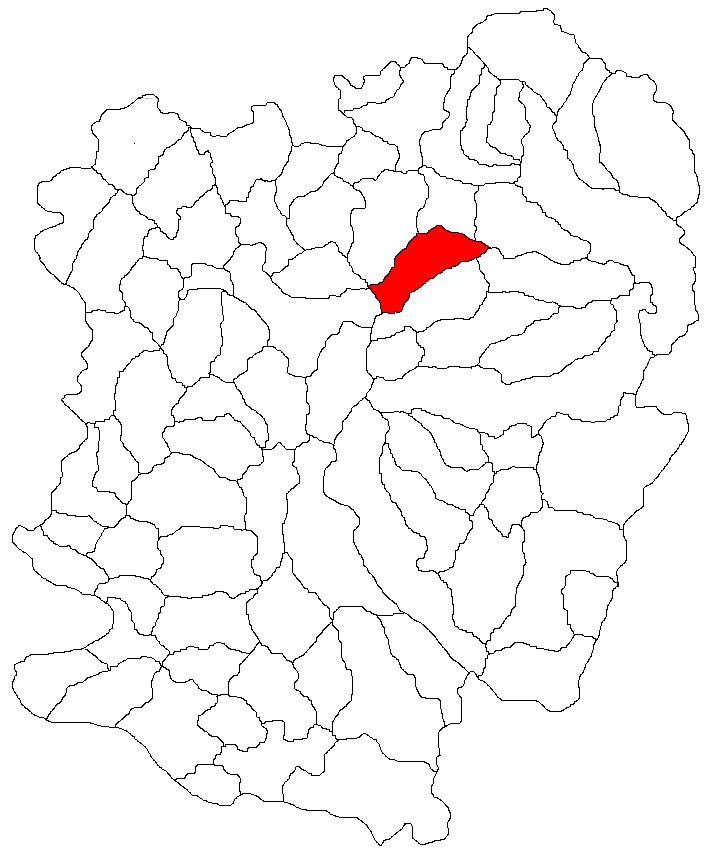
Lage der Gemeinde Buchin im Kreis Caraș-Severin

Lindenfeld (rumänisch Lindenfeld, ungarisch Karánberek) ist ein verlassenes Dorf im Kreis Caraș-Severin, Banat, Rumänien. Der Ort befindet sich im Banater Bergland und gehört zur Gemeinde Buchin.

## Lage
Das verlassene Dorf Lindenfeld befindet sich im Banater Bergland, im Semenic-Gebirge, in einem Tal des 798 Meter hohen Bergkammes „Cracu Teiului“ (deutsch Lindenkamm). Nach Lindenfeld führte niemals ein ausgebauter Verkehrsweg. Die Entfernung bis zur nächstgelegenen Ortschaft, Wolfsberg, ist sieben Kilometer und bis zum nächsten Bahnhof sind es 20 Kilometer.

## Nachbarorte
| Târnova/Tirnowa  | Ohăbița                                     | Caransebeș/Karansebesch |
| Reșița/Reschitza | Kompassrose, die auf Nachbargemeinden zeigt | Buchin/Krumpendorf      |
| Văliug/Franzdorf | Gărâna/Wolfsberg                            | Slatina Timiș           |

## Geschichte
Lindenfeld wurde 1828 von Deutschböhmen zusammen mit Wolfsberg, Weidenthal, Wolfswiese und Weidenheim gegründet. Lindenfeld hatte bis in die 1960er Jahre eine eigene Dorfstruktur mit Schule, Gemeindehaus, eigener Strom- und Wasserversorgung. Letztendlich wanderten die Bewohner nach Caransebeș, Wolfsberg oder Weidenthal ab.
Die Ahnen der Deutschböhmen wurden 1827–28 zwecks der Verteidigung des Banats gegen die Türken vom Oberkommando der Banater Militärgrenze angeworben. Die ersten 56 deutschböhmische Familien, mit denen fünf Ortschaften angesiedelt werden sollten, kamen im Spätherbst 1827 in Slatina Timiș an. Hier überwinterten sie in Grenzhäusern des „Wallachisch-Illyrischen Grenzregiments“. Der zweite Schub, der aus 506 Familien bestand, kam im Frühjahr 1828 an.
Lindenfeld wurde im Herbst 1828 mit 36 Familien angesiedelt. Aber schon nach kurzer Zeit herrschte in der Siedlung eine rege Unzufriedenheit. Für die Errichtung ihrer Häuser mussten die Kolonisten zuerst die dafür nötigen Bäume fällen, für den versprochenen Ackerboden musste erst der Urwald gerodet werden, die Unterstützung seitens der Militärbehörde blieb auch aus, hinzu kam noch das raue Klima. So kam es im Herbst 1833 dazu, dass alle neu angesiedelten Ortschaften verlassen wurden. Die Deutschböhmen hatten die Wahl, entweder nach Böhmen zurückzukehren oder sich in einem anderen Ort der Donaumonarchie niederzulassen. 268 Familien begaben sich auf die Wanderschaft und ließen sich hauptsächlich in Lugosch, Bakowa, Darowa, Rekasch, Moritzfeld, Liebling, Nitzkydorf, Tschakowa und Hatzfeld nieder. Im selben Jahr zogen 18 Familien aus Wolfswiese in die verlassenen Häuser in Lindenfeld ein. Von den ersten 36 Lindenfelder Familien kam keiner mehr zurück. Dies ist auch der Grund, weshalb die Lindenfelder das Jahr 1833 als das Gründungsjahr ihres Heimatortes feierten.

## Demografie
Die Bevölkerung bestand immer 100-prozentig aus Deutschböhmen, die zusammen mit denen aus Wolfsberg, Wolfswiese, Weidenheim und Weidenthal eine eigenständige Volksgruppe bildeten. Da sie aus Böhmen kamen, nannten sie sich „Pema“, und sie sprachen bis zum Verlassen ihrer Heimatorte einen eigenen Dialekt. Bei der Volkszählung von 2002  wurden in Lindenfeld keine Einwohner mehr registriert.
| 1880 | 153 | -  | - | 146 | 7 |
| 1910 | 230 | -  | - | 230 | - |
| 1930 | 314 | -  | - | 314 | - |
| 1977 | 93  | 11 | - | 82  | - |
| 2002 | -   | -  | - | -   | - |